# Abierto Mexicano de Tenis 2001
L'Abierto Mexicano de Tenis 2001, conosciuto anche con il nome di Abierto Mexicano Pegaso 2001 per motivi di sponsorizzazione, è stato un torneo di tennis giocato sulla terra rossa. È stata l'8ª edizione del torneo maschile, facente parte della categoria International Series Gold nell'ambito dell'ATP Tour 2001, nonché la 1ª del torneo femminile, quest'ultimo facente parte della categoria Tier III nell'ambito del WTA Tour 2001. Sia il torneo maschile che quello femminile si sono giocati presso il Fairmont Acapulco Princess di Acapulco, in Messico, dal 26 febbraio al 4 marzo 2001.

## Campioni

### Singolare maschile
Gustavo Kuerten ha battuto in finale  Galo Blanco, 6-4, 6-2
- È stato il 2º titolo stagionale per Kuerten, nonché il suo 19º in carriera.

### Singolare femminile
Amanda Coetzer ha battuto in finale  Elena Dement'eva, 2-6, 6-1, 6-2
- È stato il 2º titolo stagionale per Coetzer, nonché il suo 16º in carriera.

### Doppio maschile
Donald Johnson /  Gustavo Kuerten hanno battuto in finale  David Adams /  Martín García, 6-3, 7–6(5)
- È stato il 1º titolo stagionale per Johnson, nonché il suo 15º in carriera; per Kuerten è stato il suo 3º titolo stagionale e il suo 20º in carriera.

### Doppio femminile
María José Martínez Sánchez /  Anabel Medina Garrigues hanno battuto in finale  Virginia Ruano Pascual /  Paola Suárez, 6-4, 6-7, 7-5
- È stato il 1º titolo stagionale per Martínez, nonché il suo 1º in carriera; per Medina Garrigues è stato il 1º titolo stagionale e il suo 1º in carriera.